# Noel Brotherston
Noel Brotherston (Dundonald, 18 novembre 1956 – Blackburn, 6 maggio 1995) è stato un calciatore nordirlandese, di ruolo centrocampista.

## Carriera
Con la Nazionale nordirlandese ha preso parte ai Mondiali 1982.

## Palmarès

### Club

#### Competizioni giovanili
- FA Youth Cup: 1

Tottenham: 1973-1974

#### Competizioni nazionali
- Full Members Cup: 1

Blackburn: 1986-1987